# Nordmarkt (Dortmund)

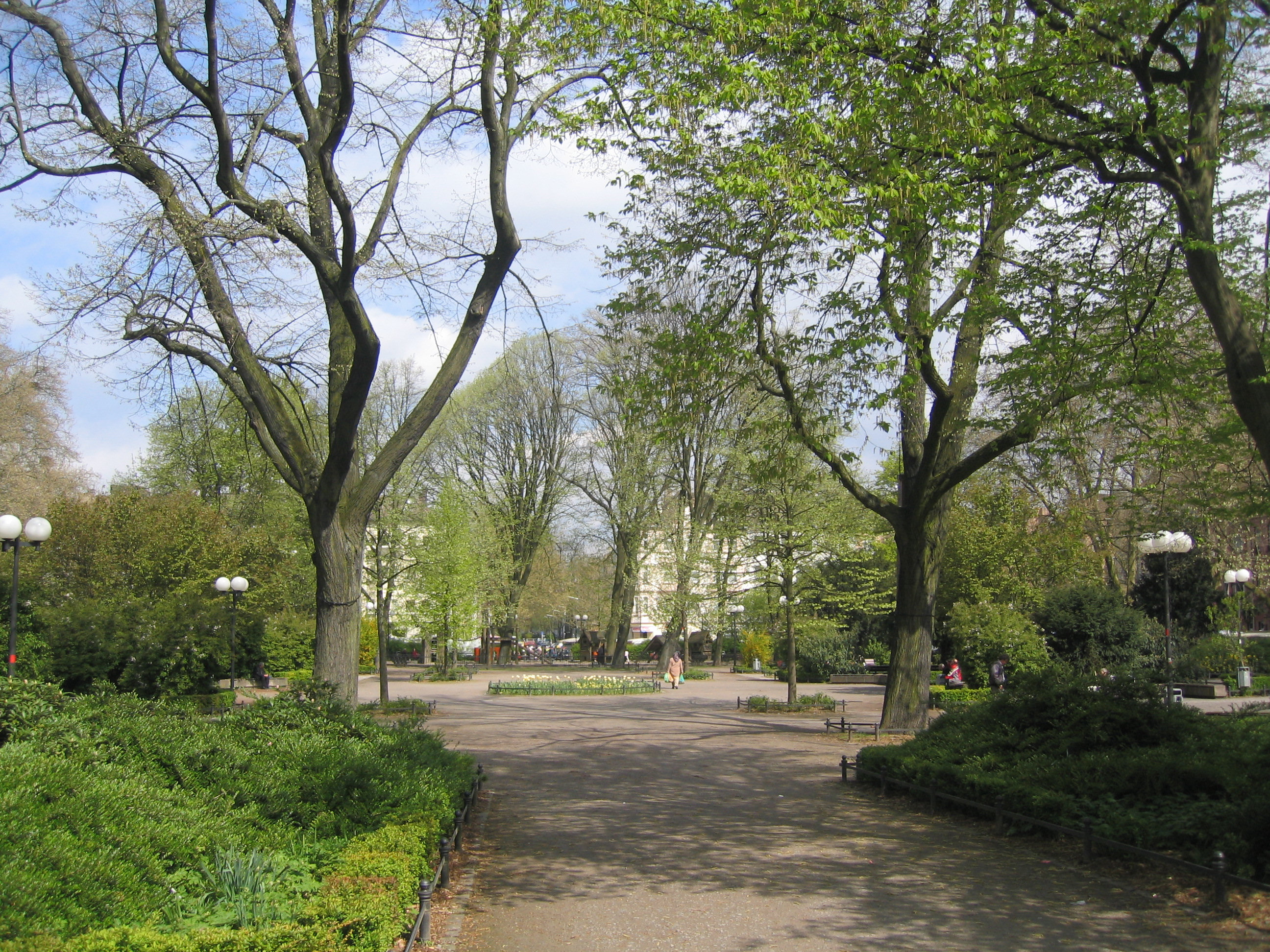
Blick von der Mallinckrodtstraße in den Nordmarkt (2006)

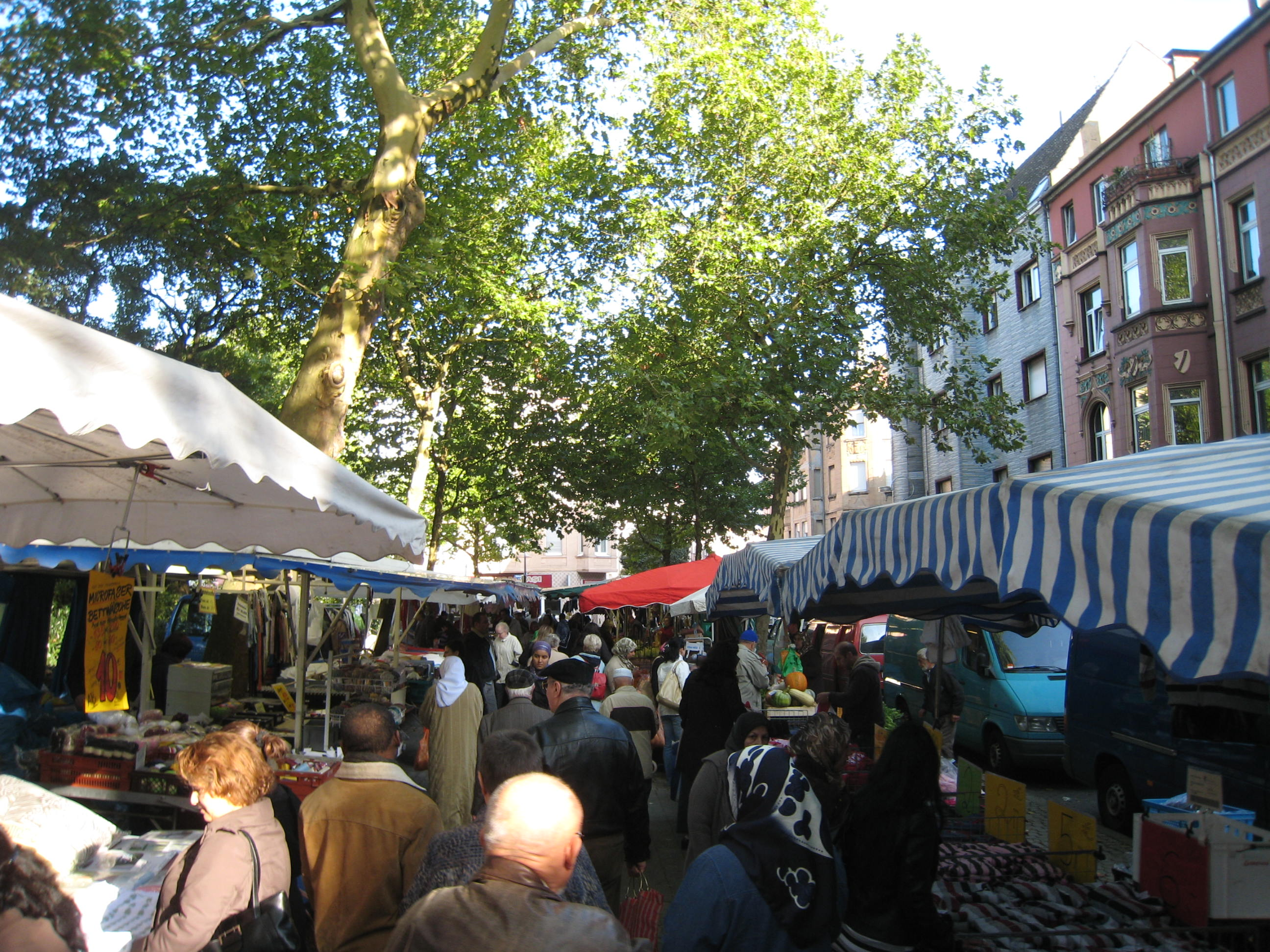
Wochenmarkt auf dem Nordmarkt (2009)

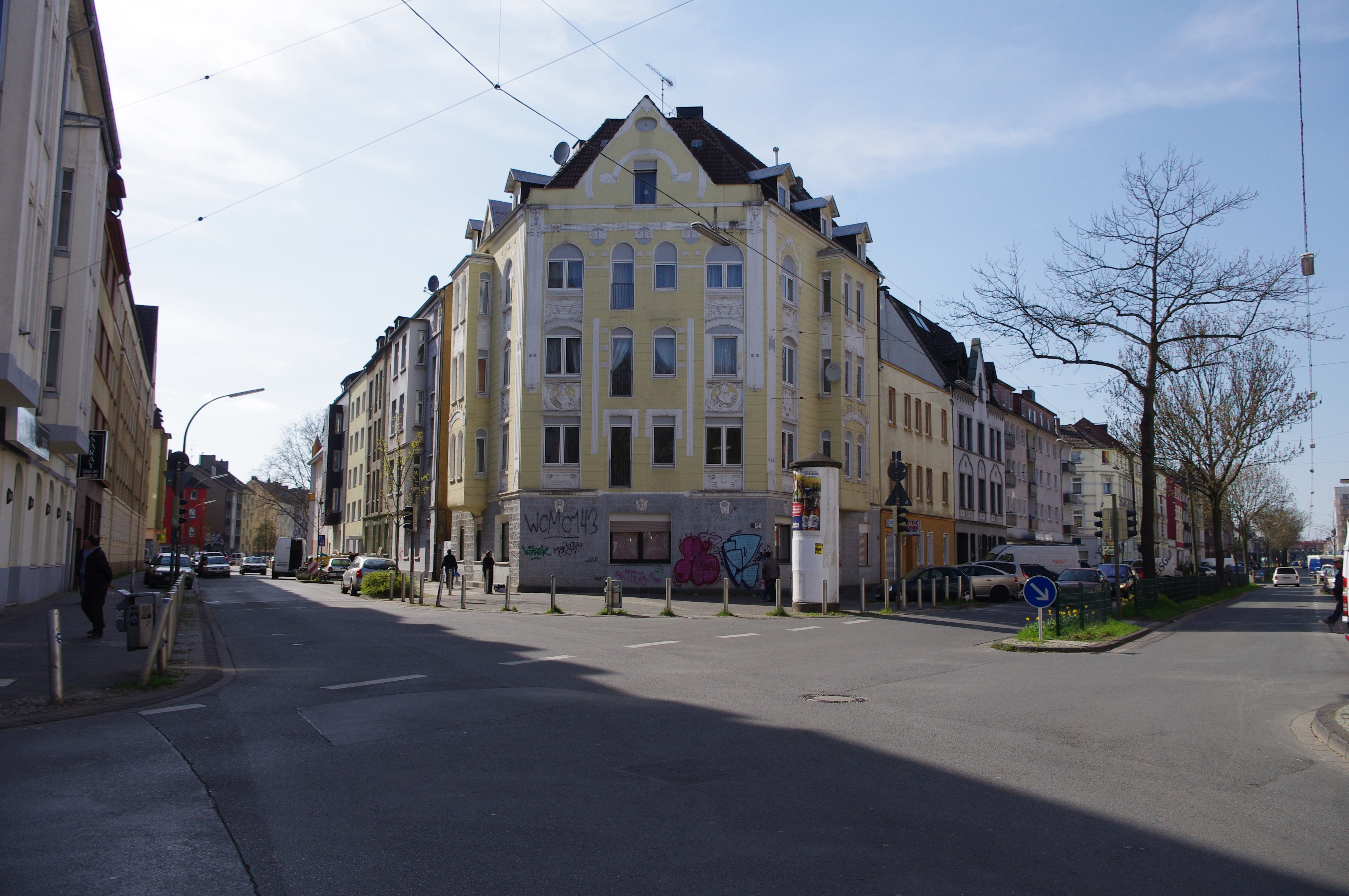
Blick in die Lortzingstraße, deren Straßenverlauf die Wegeführung auf dem Nordmarkt aufnimmt (2013)

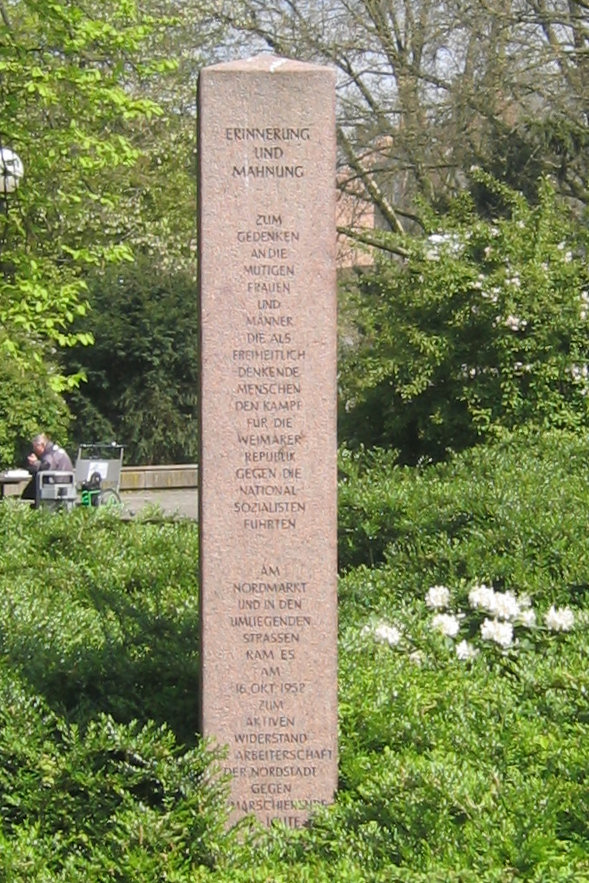
Gedenkstein zur Erinnerung an die „Schlacht am Nordmarkt“

Der Nordmarkt ist ein in seiner jetzigen Form seit 1909 bestehender, gärtnerisch gestalteter Platz im Stadtbezirk Innenstadt-Nord (Nordstadt) von Dortmund. An seinen straßenseitigen Rändern findet dienstags und freitags ein Wochenmarkt statt. Der Nordmarkt ist Namensgeber für den ihn umgebenden Statistischen Bezirk, der zwischen den beiden anderen Quartieren Borsigplatz und Hafen liegt. Der Nordmarkt wird darum auch als „Platz im Herzen der Nordstadt“ bezeichnet.

## Platz

### Entstehungsgeschichte
Für die durch die Industrialisierung schnell wachsende Nordstadt setzte der Magistrat 1858 einen Stadtbaumeister ein. Ludwig König führte erste Bauvorschriften ein. Sein Nachfolger Brandhoff plante die Nordstadt als rechtwinkeliges Straßennetz mit elf „Schmuckplätzen“ zur Auflockerung der Wohnbebauung. Davon wurden neben dem Nordmarkt aber nur der Borsigplatz, der Steinplatz und der Hackländerplatz realisiert. Im „Generalplan“ von 1889 erschien an heutiger Stelle ein rechteckiger Platz, der als Marktplatz projektiert war und für den der Magistrat das Grundstück zunächst erwerben wollte. Die Realisierung des Platzes geht aber zurück auf einen Vertrag, der heute als Städtebaulicher Vertrag bezeichnet werden würde, von 1893 zwischen der Stadt und Heinrich Schulte-Witten, dessen in Dorstfeld ansässige Familie umfangreiches Bauerwartungsland entlang der als Nord-Süd-Achse projektierten Nordstraße besaß. Die Stadt verpflichte sich zu Straßenbau und Entwässerung, insbesondere zur Verlegung eines störenden Abwasserflusses, und erhielt den anfänglich so bezeichneten „Nordplatz“, der zu diesem Zeitpunkt noch an der nördlichen Peripherie der neu entstehenden Vorstadt lag, als Schenkung.
Der vier Hektar große Platz war zunächst nur eine „Zieranlage“ mit eingezäunten Rasenflächen. Seine heute noch sichtbare Gestalt – insbesondere nach dem 1996 abgeschlossenen „Rückbau“ aus Mitteln der NRW-Landesinitiative Stadtteile mit besonderem Erneuerungsbedarf – bekam er durch Neugestaltung von 1907 bis 1909 nach einem Entwurf des Kölner Garteninspektors Hermann Robert Jung, der mit seinem Beitrag „Geometrie“ aus einem Wettbewerb als Sieger hervorgegangen war. Ein x-förmig angelegtes Wegesystem – eine Verlängerung der auf den Nordmarkt zulaufenden Straßen – erschloss eine Freifläche im Platzzentrum.

### Namensgeschichte
Für den Platz bürgerte sich die Bezeichnung „Nordmarkt“ ein, obwohl für die Versorgung der schnell wachsenden Bevölkerung zunächst auf dem Borsigplatz, Steinplatz und Viehmarktplatz Wochenmärkte eingerichtet wurden. Die Namen „Nordplatz“ und auch „Schulte-Witten-Platz“, nach seinem 1907 verstorbenen Förderer, setzten sich nicht durch.
Der Platz wurde im Laufe der nächsten Jahrzehnte zu einem geschichtsträchtigen Ort, was sich auch in Namensänderungen widerspiegelte. Bereits 1919 benannte ihn die junge Weimarer Republik in „Platz der Republik“ um. Während der Märzunruhen 1920 töteten marodierende Soldaten dort einen Arbeiter. Ein 1995 errichtetes Mahnmal auf der Südseite des Platzes erinnert an die „Schlacht am Nordmarkt“ zwischen SA, Kommunisten, Sozialdemokraten und Ordnungshütern am 16. Oktober 1932. Vom 9. März 1933 bis zum Ende des Zweiten Weltkriegs hieß der Nordmarkt dann „Horst-Wessel-Platz“. Er erhielt 1945 seinen ursprünglichen Namen zurück. Keine politische Mehrheit fand 2005 die Vereinigung der Verfolgten des Naziregimes – Bund der Antifaschistinnen und Antifaschisten, den Nordmarkt in „Opa-Wille-Platz“ umzubenennen. „Opa Wille“ hatte sich am 1. September 1934 auf dem Nordmarkt geweigert, die Hakenkreuzfahne von einigen SA-Männern zu grüßen, woraufhin diese ihn so brutal zusammenschlugen, dass er später seinen Verletzungen erlag.

### Nutzungsgeschichte
Der Nordmarkt wurde als „Ort zum Flanieren und Verweilen“ errichtet. An der Südseite des Platzes entstanden etwas später eine Bedürfnisanstalt und ein Kiosk. Von den insgesamt 1904 in Dortmund vorhandenen fünf Kinderspielplätzen befand sich einer im nördlichen Bereich des Platzes. Dieser wurde 1971 ausgebaut und eingefriedet. Anders als es der Name vermuten lässt, etablierte sich der Wochenmarkt erst nach dem Zweiten Weltkrieg und dem Wiederaufbau. Er wurde am 31. März 1950 als Ersatz für den Ausweichwochenmarkt auf dem Lortzingplatz seinerzeit noch im Innenbereich in Betrieb genommen.
Mit der Grundrenovierung von 1993 bis 1996 sollte auch wieder an die ursprüngliche Funktion angeknüpft werden, auch wenn diese heute als „Aufenthaltsqualität“ bezeichnet wird. Denn verbunden mit dem Niedergang der Montanindustrie und dem Anstieg der Arbeitslosen- und Armutszahlen waren Nutzungskonflikte entstanden, insbesondere mit Anwohnern, die Alkohol und andere Drogen konsumieren.  Mit unterschiedlichen, teilweise auch wechselnden Strategien versuchen Stadt, Sozialverbände und Bürgergruppen bis heute, den unterschiedlichen Nutzergruppen gerecht zu werden. Mit Fördergeldern des so genannten Urban-II-Programms wurde für 210.000 Euro im östlichen Bereich des Nordmarkts eine als Familiencafé konzipierte Gastronomie als Gegengewicht zur Trinkerszene errichtet. Das private Betreibermodell unter den Namen „Café Killefitt“ und „Rasthaus Fink“ scheiterte jedoch. Der „Salon Fink“ ist heute der Clubszene zuzurechnen. Das Diakonische Werk unterhält im „Nordmarkt-Kiosk“ jeweils für Förderzeiträume eine Anlaufstelle für Straßensozialarbeit und Suchtberatung. Durch das Quartiersmanagement, das unter anderem auf dem Nordmarkt kulturelle Angebote organisiert, den Anwohnerverein „Nordmarkt Plus“, Beschäftigungs- und Beratungsangebote, aber auch durch verstärkte Präsenz von städtischen Ordnungsdiensten und Polizei konnten Nutzungskonflikte entschärft werden.

## Statistischer Bezirk

### Bevölkerungsentwicklung

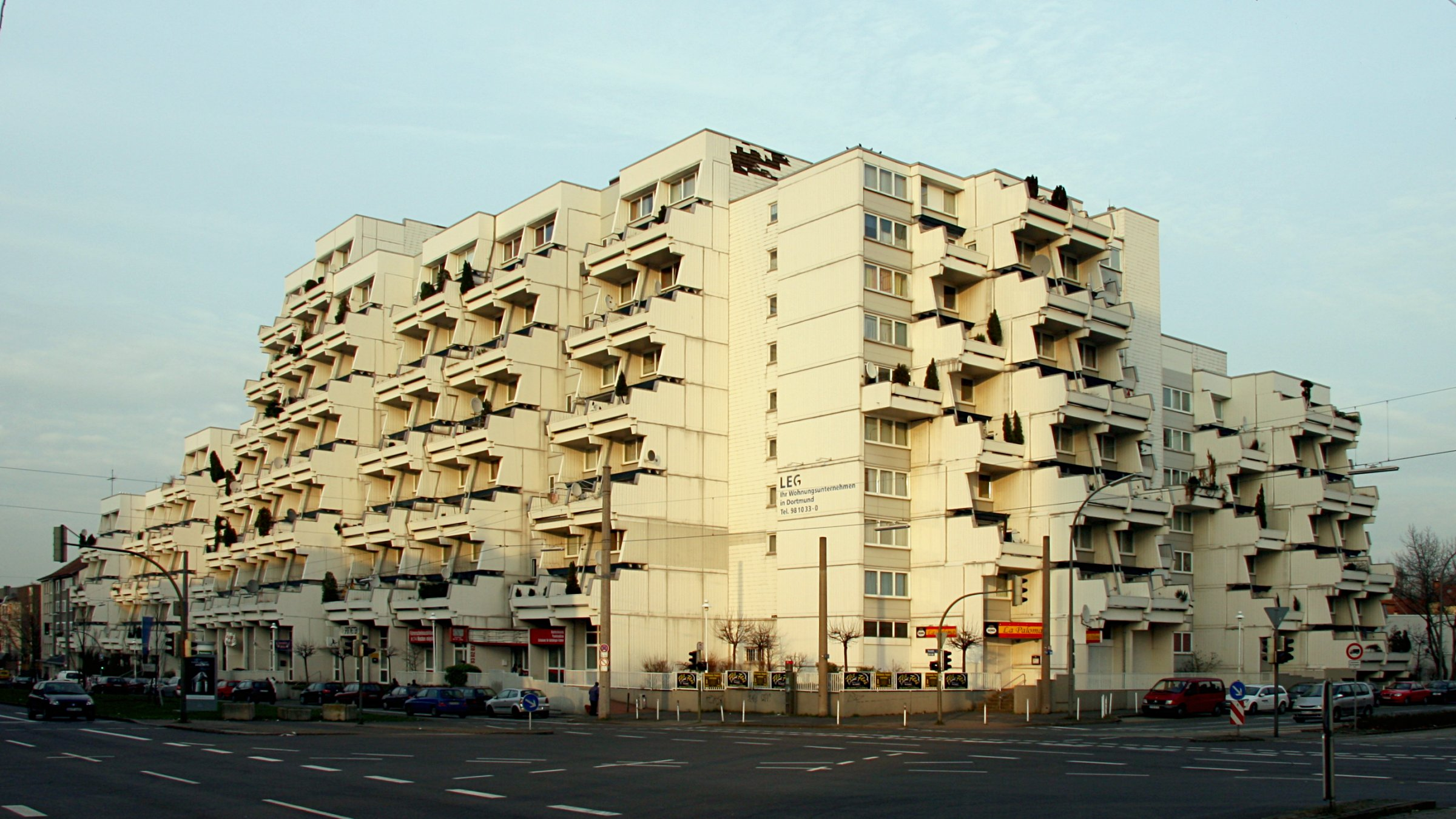
Wohnhochhaus Hannibal im Statistischen Unterbezirk Nordmarkt-Südost

| Jahr  | 1987   | 2003   | 2008   | 2013   | 2015   | 2016   | 2017   | 2018   | 2019   | 2020   | 2022   | 2023   | 2024   |
| ----- | ------ | ------ | ------ | ------ | ------ | ------ | ------ | ------ | ------ | ------ | ------ | ------ | ------ |
| Einw. | 24.414 | 25.686 | 24.811 | 25.776 | 27.996 | 28.245 | 28.027 | 28.111 | 28.346 | 28.049 | 28.673 | 28.785 | 29.015 |

### Statistik
Strukturdaten der Bevölkerung im Bezirk Nordmarkt:
- Bevölkerungsanteil der unter 18-Jährigen: 23,6 % [Dortmunder Durchschnitt: 16,2 % (2018)][13]
- Bevölkerungsanteil der mindestens 65-Jährigen: 10,2 % [Dortmunder Durchschnitt: 20,2 % (2018)][14]
- Ausländeranteil: 62,6 % [Dortmunder Durchschnitt: 22,3 % (2024)][15]
- Arbeitslosenquote: 21,9 % [Dortmunder Durchschnitt: 11,0 % (2017)][16]

Das Durchschnittseinkommen liegt etwa 45 % unter dem Dortmunder Durchschnitt.
Der Anteil der Bevölkerung mit Migrationshintergrund liegt am 31. Dezember 2022 bei 82,2 %.

### Wohnbebauung
Das Viertel zählt zu den Wohn- und Geschäftsvierteln mit einer sehr hohen Bevölkerungsdichte, bei rund 8.800 Einwohnern je km², welche sich besonders im südlichen Teil des Quartiers konzentriert, wo die Besiedlungsdichte bei bis zu 42.000 Einwohnern je Quadratkilometer Siedlungsfläche liegt. Gewerbegebiete gibt es hauptsächlich im nördlichen Nordmarktteil. Die meisten Gebäude sind Mietwohnungen (sowohl Altbauten als auch aus der Nachkriegszeit); das Stadtbild setzt sich vor allen Dingen im südlichen Teil aus geschlossener Blockrandbebauung zusammen. Im Unterbezirk Nordmarkt-Südost befinden sich außerdem im ehemaligen Sanierungsgebiet Nord II Wohnhochhäuser; eines der zwei ist beispielsweise der Hannibal-Wohnkomplex mit 232 Wohnungen.